# Mystery Jets
Die Mystery Jets sind eine britische Indie-Rock-Band aus London.

## Geschichte
Blaine Harrison und William Rees kannten sich schon seit der Kindheit und gründeten mit acht Jahren zusammen mit Blaines Vater Henry Harrison die Band The Misery Jets. Die „Elendsflieger“ stammten eigentlich aus einem Zeitungsartikel über die Flugzeuge, die ständig über ihre Heimat Twickenham fliegen, das in der Einflugschneise von Heathrow liegt. Aus einem Schreibfehler wurde dann der endgültige Bandname Mystery Jets.
Zu dem Trio stieß mit zwölf Jahren Gitarrist Kai Fish, der zum Bassisten umschulte, und einige Jahre später vervollständigte der gelernte Schlagzeuger Kapi Trivedi die fünfköpfige Band. 2005 bekamen sie einen Plattenvertrag und konnten bereits mit ihren ersten Veröffentlichungen Erfolge feiern. Ihre dritte Single You Can’t Fool Me Dennis war im selben Jahr ihr erster Charthit und der Nachfolger Alas Agnes der erste Top-40-Hit. Ihr Debütalbum Making Dens erschien im März 2006 und die Vorabsingle The Boy Who Ran Away erreichte mit Platz 23 ihre bislang höchste Chartplatzierung.
Mit der Veröffentlichung von Twenty One zwei Jahre später konnten sie an den Erfolg des Debütalbums anknüpfen. Mit Young Love, bei dem die britische Sängerin Laura Marling als Gastsängerin mitwirkte, und Two Doors Down hatten sie zwei weitere Top-40-Hits.
Vor ihrem dritten Album zog sich der Senior Henry Harrison vom Touren zurück, blieb der Band aber im Hintergrund im Studio erhalten. Das dritte Album Serotonin erschien 2010. Es floppte und war nur eine Woche in den UK-Charts. Singlehits brachte es keine hervor. Dasselbe galt für das nächste Album Radlands zwei Jahre später.

## Diskografie

### Alben
- Making Dens (2006)
- Zootime (2007)
- Twenty One (2008)
- Serotonin (2010)
- Radlands (2012)
- Curve of the Earth (2016)
- A Billion Heartbeats (2020)

### Singles
- Zoo Time (2005)
- On My Feet (2005)
- You Can’t Fool Me Dennis (2005)
- Alas Agnes (2005)
- The Boy Who Ran Away (2006)
- Diamonds in the Dark (2006)
- Young Love (featuring Laura Marling, 2008)
- Two Doors Down (2008)
- Half in Love with Elizabeth (2008)
- Dreaming of Another World (2010)
- Show Me the Light (2010)